# Eugène Lawrence Vail

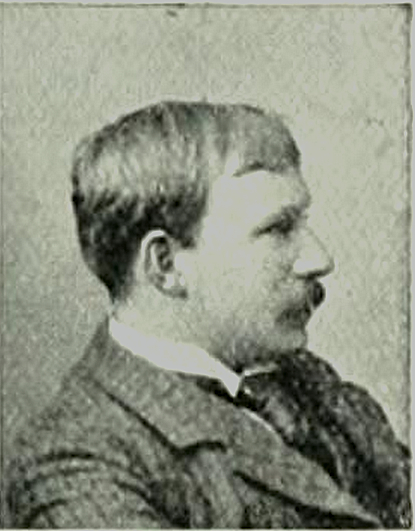
Gedrucktes Porträtfoto von Eugène Lawrence Vail, März 1900

Eugène Lawrence Vail (* 29. September 1857 in Saint-Servan, Département Ille-et-Vilaine; † 25. Dezember 1934 in Paris) war ein französischer Maler mit US-amerikanischen Wurzeln.

## Leben
Vail war der Sohn der Amerikaners Laurence Éugene Vail und dessen bretonischer Ehefrau Julia Salles. Vail absolvierte seine Schulzeit in Frankreich und ging anschließend zum Studieren in die USA. Auf Wunsch seines Vaters studierte er u. a. Maschinenbau am Stevens Institute of Technology in Hoboken (New Jersey). Zu Beginn seines Studiums wurde er Mitglied der Studentenverbindung „Theta X“ und gehörte auch zu dem Mitbegründern eines weiteren Chapters.
Nach erfolgreicher Beendigung des Studiums trat Vail in die Army National Guard ein. Durch das Netzwerk seiner Studentenverbindung bekam er Kontakt zu George Montague Wheeler, der ihn 1872 als Kartografen für seine wissenschaftliche Expedition engagierte. Im Laufe des Jahres 1879 kehrte Vail von dieser Expedition wieder zurück und ließ sich in New York nieder.
Ab dieser Zeit widmete sich Vail nur noch der Malerei. Er richtete sich in New York ein Atelier ein und wurde Mitglied der Art Students League of New York. Bei den Malern James Carroll Beckwith und William Merritt Chase nahm er in dieser Zeit auch Privatstunden. Später ging er nach Paris, um dort Schüler von Rodolphe Julian an dessen Akademie zu werden. Mit Unterstützung seines Lehrers konnte Vail später Student an der École des Beaux-Arts (EBA) wechseln und wurde dort meistenteils von Alexandre Cabanel Pascal Dagnan-Bouveret und Raphaël Collin unterrichtet.
In dieser Zeit besuchte Vail regelmäßig die Schule von Pont-Aven in Pont-Aven und Concarneau im Département Finistère, da er sich sehr für die Möglichkeiten der Freilichtmalerei interessierte. Auch in Étaples (Département Pas-de-Calais) hielt er sich auf um plein air zu malen. 1890 machte er dort die Bekanntschaft der Malerkollegen Eugène Chigot und Henri Le Sidaner. Über letzteren lernte er auch den Kunsthändler Georges Petit (1856–1920) und konnte in dessen Pariser Galerie einige Ausstellungen bestreiten. Petit schaffte es auch, 1904 einige Werke Vains auf der Louisiana Purchase Exposition zu zeigen.
1920 heiratete er in Paris Mary Gertrude Mauran und hatte mit ihr einen Sohn, Laurence Vail. Dieser heiratete später die US-amerikanische Mäzenin Peggy Guggenheim. Als eine Art Hochzeitsgeschenk gestaltete Petit 1921 eine große Solo-Ausstellung für Vain. Zwei Jahre später folgte eine weitere große Werkschau anlässlich der ersten Jahresausstellung des Salon de Paris.
Vail starb mit 77 Jahren in seiner Wohnung in Paris. 1935 initiierte die Société nationale des beaux-arts in Paris eine Gedächtnisausstellung. Zu Beginn des Zweiten Weltkriegs startete Vails Witwe 1938 eine große Wanderausstellung von Vails Werken in den USA, um seine Werke vor den Nationalsozialisten in Sicherheit zu bringen.

## Ehrungen
- 1889 Goldmedaille auf der Weltausstellung in Paris
- 1894 Ritter der Ehrenlegion

## Werke (Auswahl)
- Barques à Concarneau (Musée des Beaux-Arts, Brest)
- Paysage du soir (Musée Baron-Martin, Gray)
- Effet de pluie à Florence (Musée des Augustins, Hazebrouck)
- Along the Riva (Smithsonian American Art Museum, Washington, D.C.)
- A breton Sunday (Smithsonian American Art Museum, Washington D.C.)
- Symbolist Vision.